# Пратт, Мэтью
Мэтью Пратт (англ. Mattew Pratt; 23 сентября 1734, Филадельфия, Пенсильвания — 9 января 1805, Филадельфия) — американский художник-портретист середины XVIII столетия, когда североамериканские колонии Новой Англии входили в состав Великобритании. Был также мастером портретной миниатюры.

## Жизнь и творчество
Мэтью Пратт родился в семье ювелира Генри Пратта (1708—1748) и его супруги Ребекки Клейпул (1711—1762), сестры художника Джеймса Клейпула, был вторым из восьми детей. Учителем живописи у Мэтью был его дядя Джеймс Клейпул в период с 1745 по 1755 год. В первую очередь это обучение касалось изучения техники портретного письма. В 1764 году Мэтью уезжает в Англию, сопровождая туда свою кузину Бетси Шевелл, которая там выходила замуж за англо-американского художника Бенджамина Уэста, известного в Англии портретиста. В Великобритании Пратт остаётся на два с половиной года; здесь он работает в мастерской Уэста учеником, а затем и его партнёром. В 1765 году Пратт пишет в Англии свою наиболее известную картину «Американская школа» («The American School»). После возвращения в Америку в 1768 году Пратт пишет преимущественно портреты, в их числе один из лучших — портрет политического деятеля из Пенсильвании и Делавэра, конгрессмена Джона Дикинсона. Был дружен с художником Джоном Копли.
В 1760 году Мэтью Пратт женится на Элизабет Мур (1739—1777), у них в браке рождаются шестеро детей. В 1773 году он приезжает в Виргинию и становится одним из организаторов компании Pratt, Rutter & Сo, занимавшейся «портретной и орнаментальной живописью». Скончался в Филадельфии и был похоронен на кладбище при местной Христовой церкви (Christ Church Burial Ground, здесь также находится могила Бенджамина Франклина и его супруги).
Полотна Мэтью Пратта хранятся в крупнейших картинных галереях США, в:
- Метрополитен-музее в Нью-Йорке
- Национальной картинной галерее в Вашингтоне
- Вашингтонской портретной галерее
- Пенсильванской академии искусств
- Художественной галерее Принстонского университета в Нью-Джерси, и других.

## Галерея

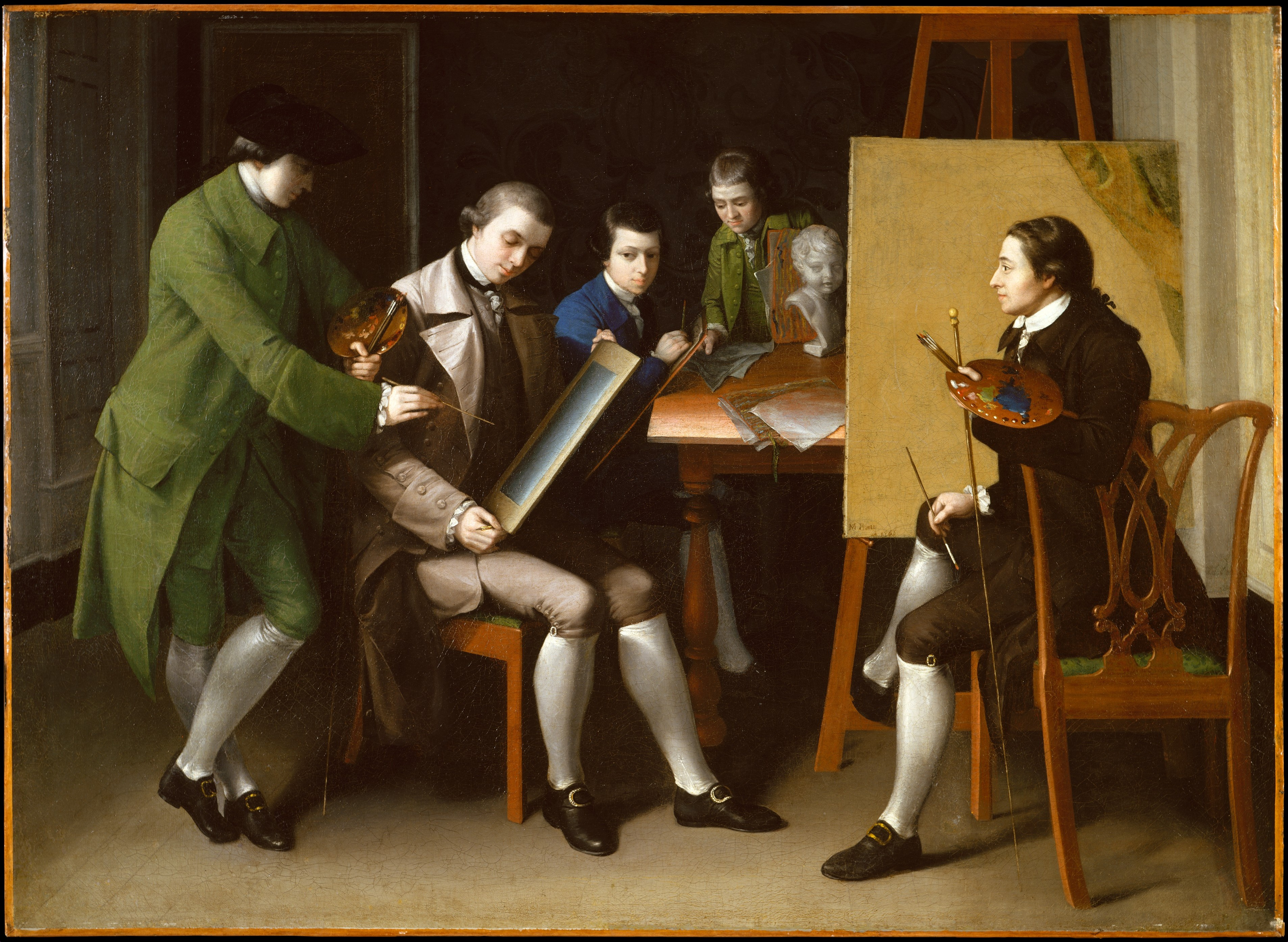
«Американская школа» (1765)
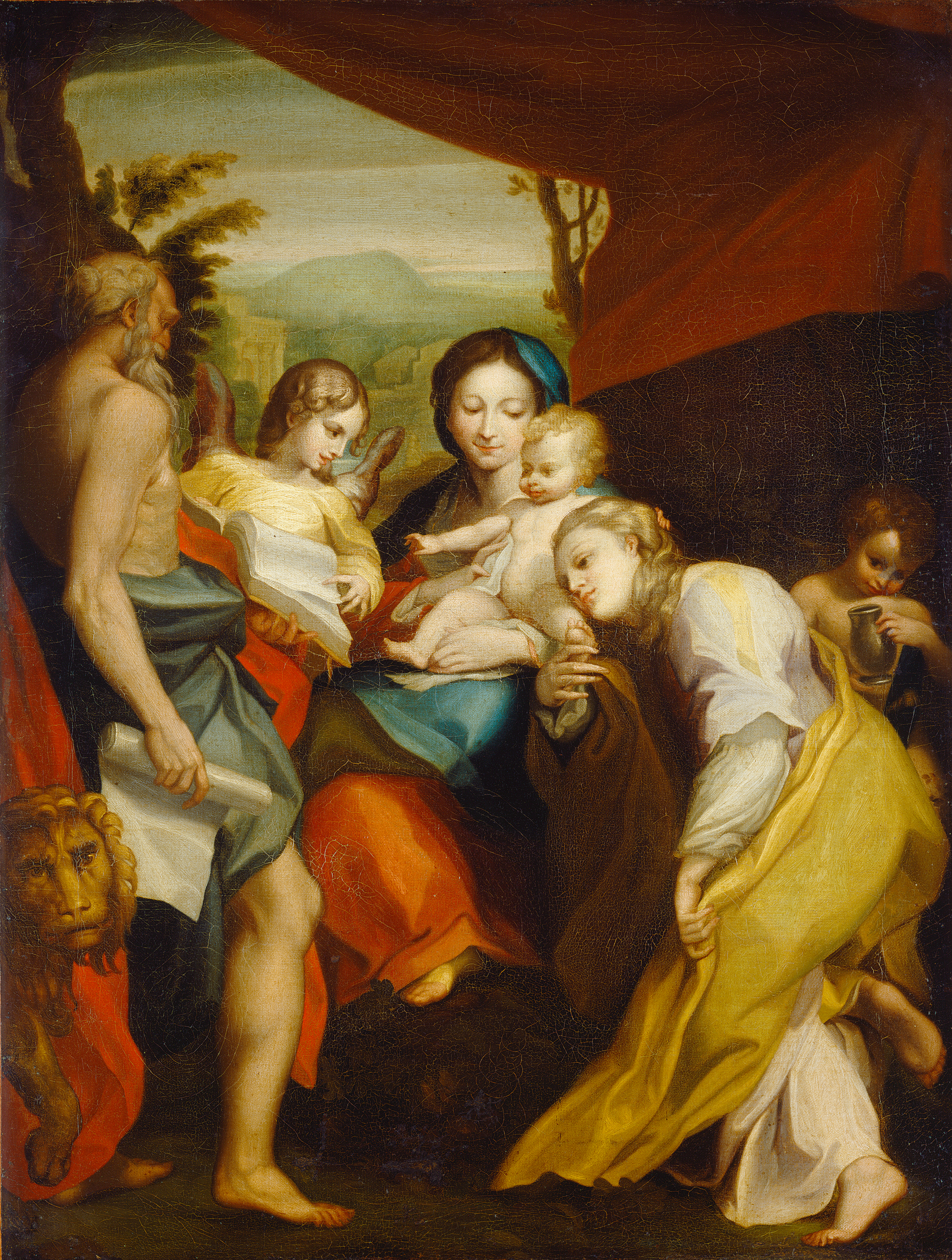
«Мадонна со святым семейством и святой Иероним» (1764—1766)
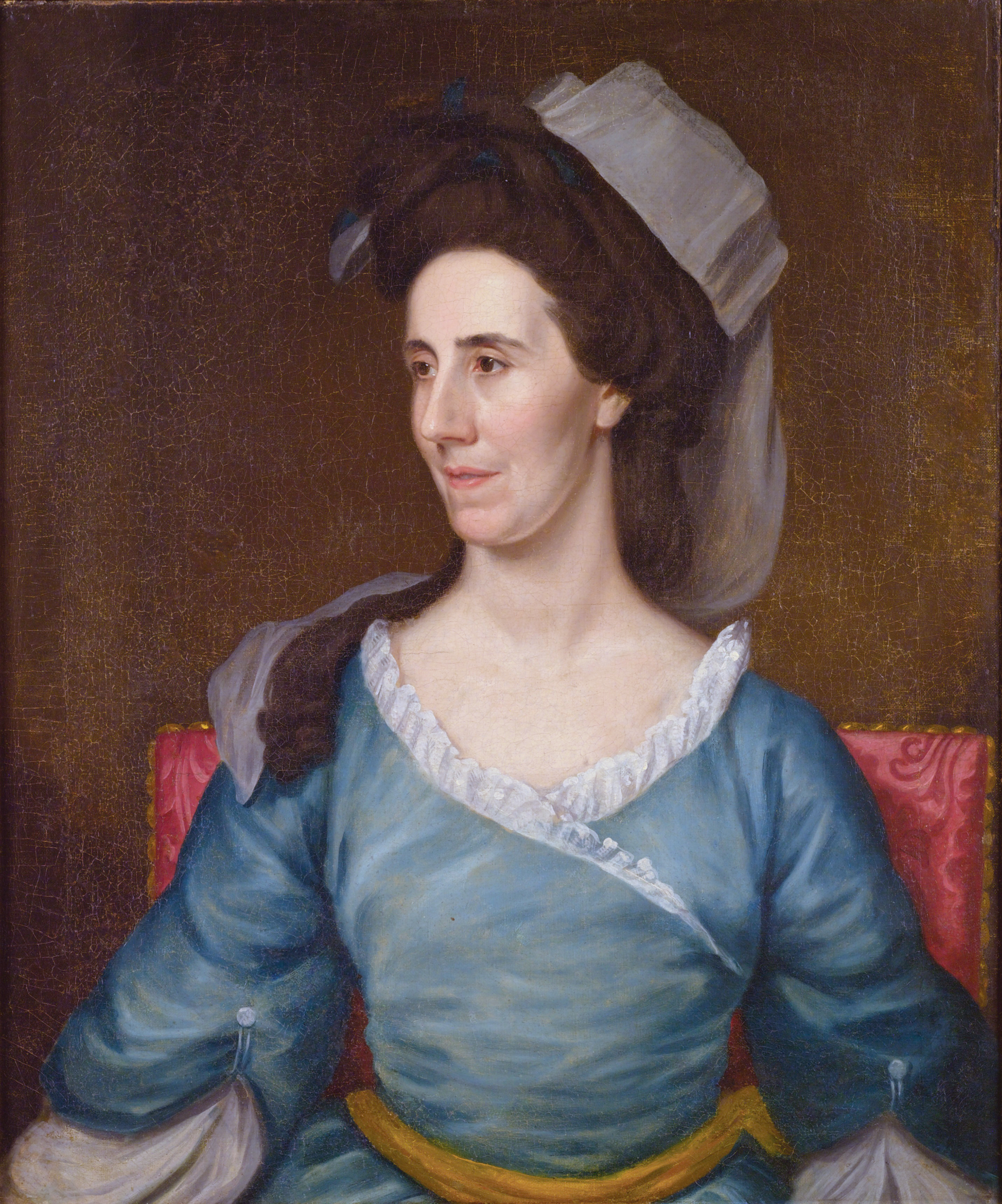
Портрет Ханны Стоктон Будино
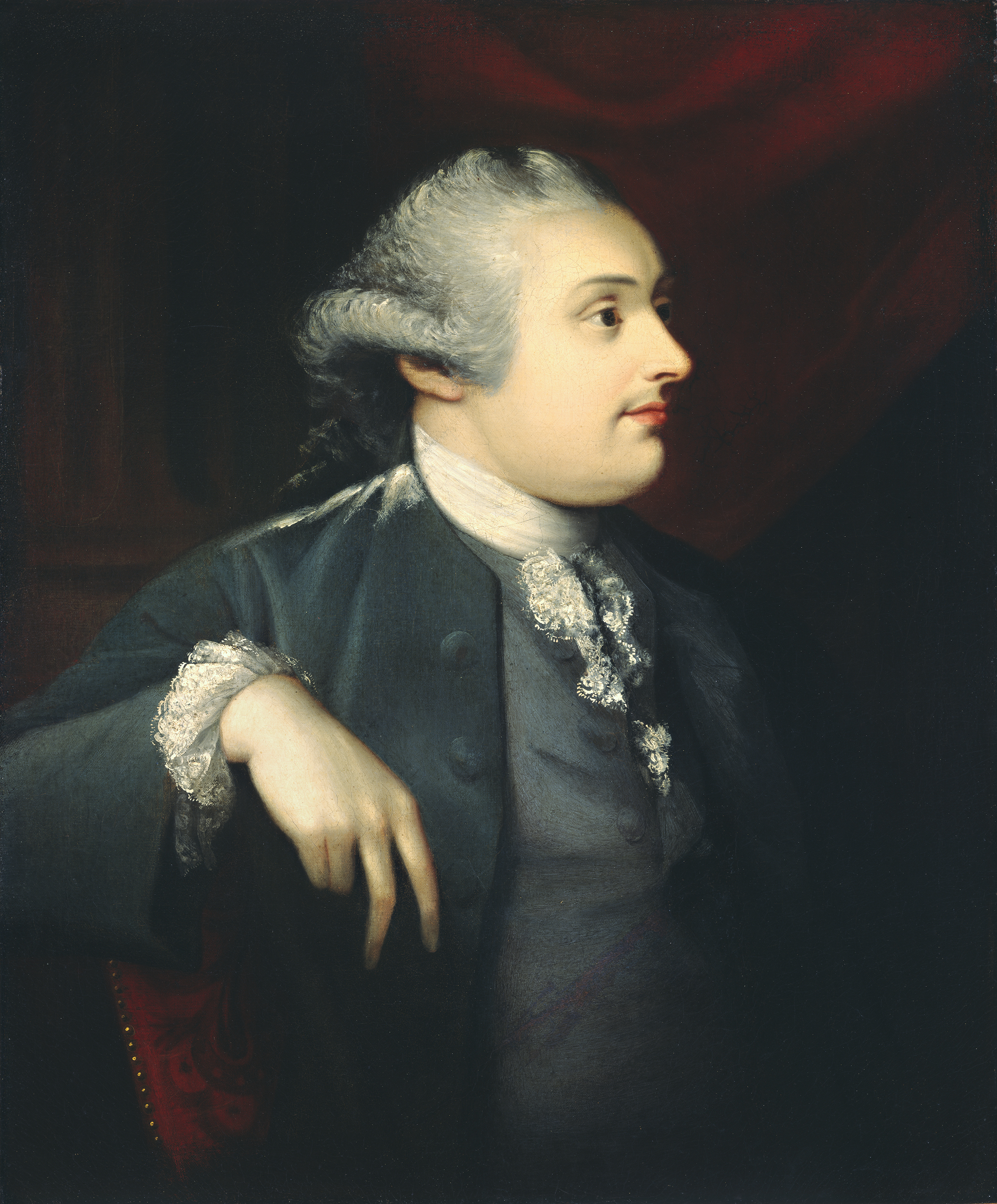
Портрет Уильяма Генри Кавендиш-Бентинка, третьего герцога Портлендского
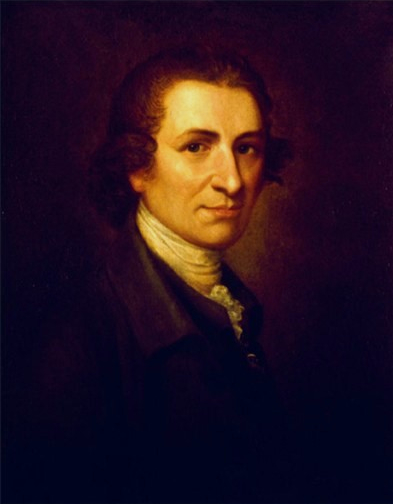
Портрет Томаса Пейна
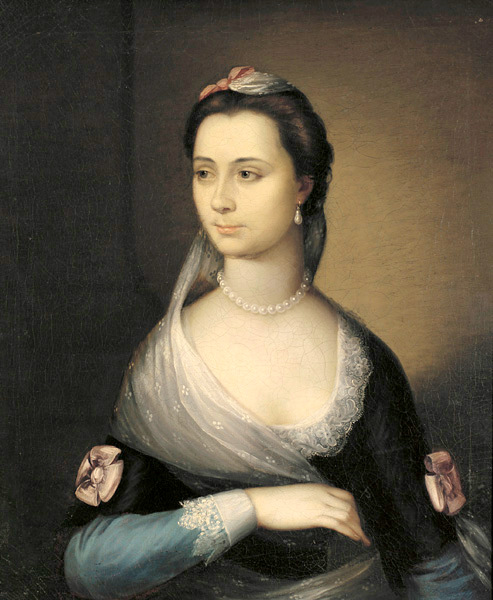
Портрет Элизабет Шевелл, кузины художника